# Lancaster, Kansas
Lancaster là một thành phố thuộc quận Atchison, tiểu bang Kansas, Hoa Kỳ. Năm 2010, dân số của xã này là 298 người.

## Dân số
Dân số các năm:
- Năm 2000: 291 người
- Năm 2010: 298 người